# Fannie Merritt Farmer
Fannie Merritt Farmer (23 de marzo de 1857 - 15 de enero de 1915) fue una norteamericana experta en gastronomía que escribió un libro de cocina titulado: Boston Cooking-School Cook Book, que fue durante muchos años referencia de la culinaria estadounidense y todavía impreso un siglo más tarde.

## Biografía
Farmer nació en Medford, Massachusetts, EE. UU. de Mary Watson Merritt y John Franklin Farmer. Fue la mayor de cuatro hermanos y nació en una familia con un alto nivel de educación, en este entorno se esperaba que Fannie fuese a la universidad pero un ictus sufrido mientras asistía a clase en Medford High School hizo que quedara paralítica a la edad de dieciséis años. Fannie no pudo completar su formación académica y durante muchos años no pudo caminar, permaneciendo en casa al cuidado de sus padres. Para distraerse, Fanny comenzó a cocinar y finalmente convirtió el hogar en una pensión reputada por la calidad de las comidas que servía.
A la edad de treinta años recobró parcialmente la capacidad de caminar, pero con una cojera que la acompañó el resto de su vida. Tras ello se apuntó a la Boston Cooking School a sugerencia de la señora de Charles Shaw. Farmer se entrenó en la escuela hasta 1889, en esta época se puso de moda el concepto de economía doméstica en la que se incluía el conocimiento de nutrición, dietas, higiene, etc. Debido a sus estudios fue considerada una de las mejores alumnas del Boston College y en el año 1891 fue nombrada directora de la institución. Tuvo muchos éxitos en el terreno de la publicación y enseñanza de las artes culinarias, creando medidas estándar fácilmente entendibles en las recetas y enseñando dietética para convalecientes a médicos y enfermeras. Durante los últimos siete años de vida usó una silla de ruedas pero continuó escribiendo y dando conferencias, la última diez días antes de su muerte. Fannie Farmer falleció en 1915, a la edad de cincuenta y siete años, y fue enterrada en Mount Auburn Cemetery, Cambridge, Massachusetts.

## Obra
Fannie publicó su libro más conocido: The Boston Cooking-School Cook Book en 1896. Tras él, siguieron otros libros como Mrs. Lincoln's Boston Cook Book, publicado por Mary J. Lincoln en 1904, el libro de Farmer contiene cerca de 1.849 recetas, desde tostada de leche hasta Zigaras à la Russe. Farmer incluyó igualmente ensayos sobre cómo realizar la limpieza, envasado, secado y cocinado de los productos así como información nutricional. Lo extraordinario y novedoso de su obra es la precisión científica de las descripciones, apuntando la necesidad de obrar siempre con un punto de vista científico en platos sencillos y elegantes, lejos de una cocina de lujo o complicada. Hoy en día se considera su obra como una referencia de estudio en la historia de la alimentación. Asimismo, en este libro fue publicada por primera vez la receta de las galletas de avena con pasas.